# Wittighausen
Wittighausen (ⓘ) ist eine Gemeinde in Tauberfranken im Main-Tauber-Kreis im fränkisch geprägten Nordosten Baden-Württembergs.

## Geographie

### Geographische Lage
Wittighausen liegt mit seinen vier Ortsteilen am Wittigbach im nordöstlichen Teil des Main-Tauber-Kreises und grenzt im Osten an den Landkreis Würzburg. Die Gemeinde nimmt die Mitte des Städtevierecks Würzburg – Ochsenfurt – Bad Mergentheim – Tauberbischofsheim ein. Ihr Gebiet erstreckt sich von 223 m ü. NHN im Westen, wo der von Quellbächen im Nordosten gespeiste Wittigbach am tiefsten Geländepunkt auf die Gemarkung von Grünsfeld-Zimmern übertritt, bis auf 364 m ü. NHN Höhe im äußersten Norden beim Hof Lilach am Waldrand des Beuchel.
Der nördliche Teil des 32,36 km² großen Gemeindegebiets um die Ortsteile Poppenhausen und Oberwittighausen gehört dem von Löss und Lettenkeuper geprägten Ochsenfurter Gau sowie dem Gollachgau an. Im südlichen Teil hat es mit der Gemarkung des Ortsteils Vilchband und Teilen des Ortsteils Unterwittighausen linksseits des Wittigbachtals Anteil an der Messelhäuser Hochfläche in der Muschelkalklandschaft des Tauberlandes. Rechts des Wittigbachtals erstrecken sich die Gemarkungen der Ortsteile Poppenhausen und Oberwittighausen auf der Kleinrinderfelder Hochfläche. In diesem Bereich schneidet der Wittigbach den Unteren Muschelkalk an und bildet streckenweise eine breite Wiesenaue aus. Lediglich in Ortsferne und an einigen Hängen des Wittigbachtals haben sich größere Waldstücke erhalten. Die übrigen Talhänge sind stark terrassiert.

### Gemeindegliederung

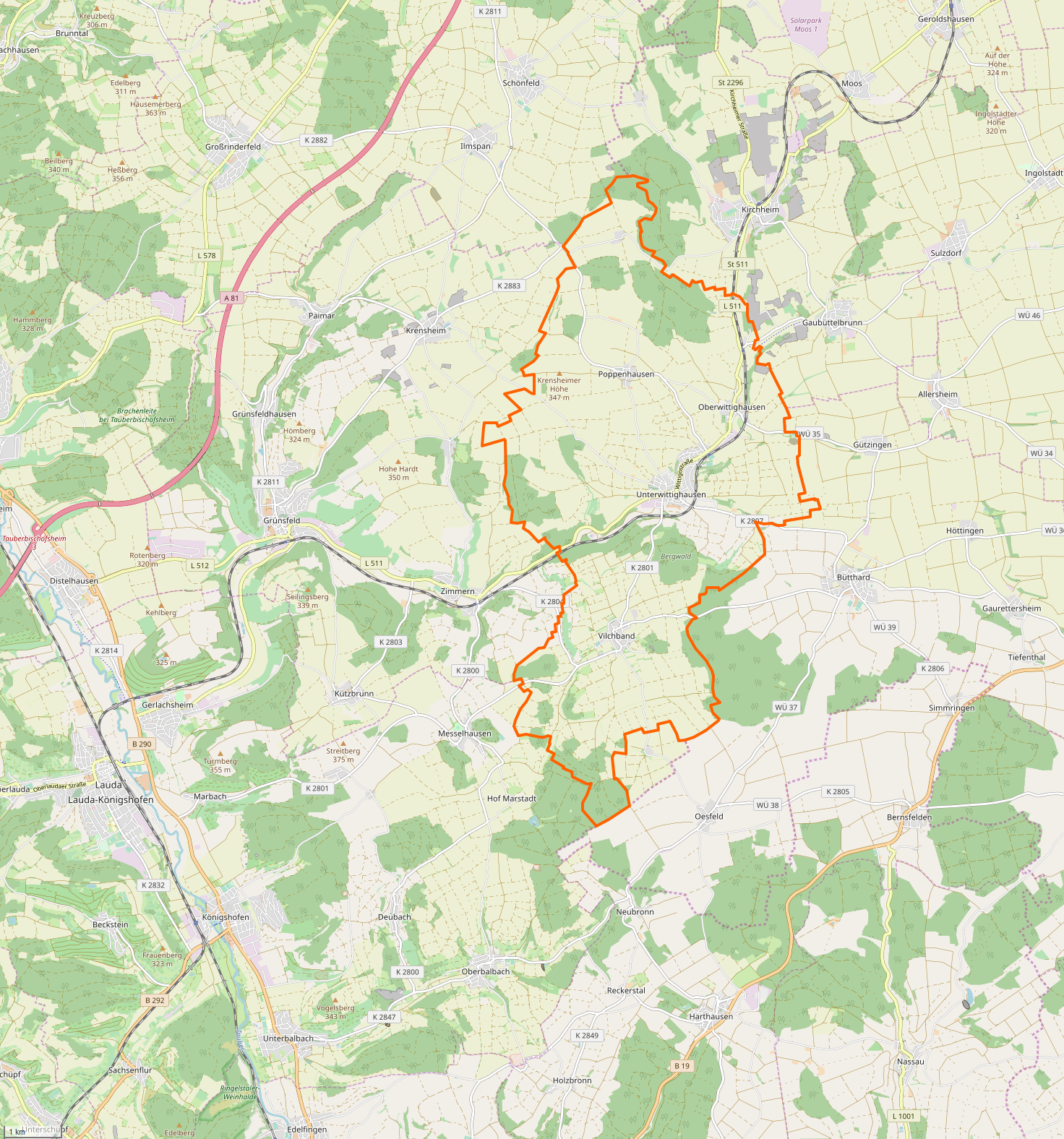
Gemarkung und Lage der Gemeinde Wittighausen

Die Gemeinde Wittighausen besteht aus den ehemals selbstständigen Gemeinden und heutigen Ortsteilen Oberwittighausen, Poppenhausen, Unterwittighausen und Vilchband. Die Einwohnerzahlen entsprechen dem Stand vom 31. Dezember 2016.
- Zur ehemaligen Gemeinde Oberwittighausen (206 Einwohner)[6] gehören das Dorf Oberwittighausen (⊙)[7] und die Wohnplätze Haltestelle Gaubüttelbrunn (⊙),[8] Grenzenmühle (⊙)[9] und Ihmet (⊙).[10]
- Zur ehemaligen Gemeinde Poppenhausen (91 Einwohner)[11] gehören das Dorf Poppenhausen (⊙),[12] der Weiler Hof Lilach (⊙)[13] und der Wohnplatz Siedlung (⊙).[14]
- Zur ehemaligen Gemeinde Unterwittighausen (1122 Einwohner)[15] gehören das Dorf Unterwittighausen (⊙)[16] und die Wohnplätze Langenmühle (⊙),[17] Neumühle (Kasparmühle) (⊙)[18] und Bahnstation Wittighausen (⊙).[19]
- Zur ehemaligen Gemeinde Vilchband (285 Einwohner)[20] gehören das Dorf Vilchband (⊙)[21] sowie die abgegangene Ortschaft Erdburg.[22]

### Flächenaufteilung
Nach Daten des Statistischen Landesamtes, Stand 2014.

### Schutzgebiete
Das Europäische Vogelschutzgebiet Wiesenweihe Taubergrund umfasst seit 2007 Teile der Wittighäuser Gemarkung.
Daneben gibt es auf dem Gebiet der Gemeinde Wittighausen insgesamt sieben als Naturdenkmal geschützte Objekte.

## Geschichte

### Vorgeschichte der Altgemeinden
Bis zum Jahre 1803 gehörten fast alle Altgemeinden und heutigen Gemeindeteile zum würzburgischen Amt Grünsfeld und lediglich Poppenhausen zum kurmainzischen Amt Tauberbischofsheim. Im Jahre 1806 fielen alle Orte an Baden. Ab 1813 wurde Poppenhausen dem Amt Grünsfeld zugeteilt und die übrigen Orte gelangten an das Amt Gerlachsheim. Im Jahre 1864 wurden die vier Altgemeinden im Bezirksamt Tauberbischofsheim vereinigt, das 1939 im Landkreis Tauberbischofsheim aufging.

### Verwaltungsgeschichte der Gemeinde Wittighausen
Wittighausen wurde am 1. September 1971 im Zuge der Verwaltungsreform durch Vereinigung der beiden damals selbständigen Gemeinden Oberwittighausen und Unterwittighausen gebildet. Am 1. Januar 1972 wurde Poppenhausen und am 31. Dezember 1972 Vilchband eingemeindet. Wittighausen gehörte wie schon seine beiden Vorgängergemeinden zunächst zum Landkreis Tauberbischofsheim. Bei dessen Auflösung 1973 kam der Ort zum neugebildeten Tauberkreis, der sich ein Jahr später in Main-Tauber-Kreis umbenannte.

### Einwohnerentwicklung
Die Gesamtbevölkerung der Ortsteile der Gemeinde Wittighausen entwickelte sich wie folgt:
| Jahr | Bevölkerung |
| ---- | ----------- |
| 1961 | 1983        |
| 1970 | 1991        |
| 1991 | 1704        |
| 1995 | 1772        |
| 2005 | 1711        |
| 2010 | 1701        |
| 2015 | 1647        |
| 2020 | 1644        |

Quellen: Gemeindeverzeichnis und Angaben des Statistischen Landesamtes

## Religionen
In Wittighausen wurde die Reformation nicht eingeführt. Die Einwohner Wittighausens sind auch heute noch überwiegend römisch-katholischen mit 66,9 % Stand Mai 2022. Zur römisch-katholischen Seelsorgeeinheit Grünsfeld-Wittighausen, die dem Dekanat Tauberbischofsheim des Erzbistums Freiburg zugeordnet ist, gehören die Pfarreien St. Peter und Paul (Grünsfeld) mit den Filialen St. Achatius (Grünsfeldhausen) und St. Laurentius (Paimar), St. Ägidius (Krensheim), St. Margaretha (Zimmern), St. Martin (Poppenhausen), Allerheiligenkirche (Unterwittighausen) mit der Filiale St. Ägidius (Oberwittighausen), Hl. Dreifaltigkeit (Kützbrunn) und St. Regiswindis (Vilchband). Die wenigen evangelischen Einwohner der Gemeinde werden von Lauda-Königshofen aus geistlich betreut.

## Politik

### Gemeinderat
Der Gemeinderat hat normalerweise 12 ehrenamtliche Mitglieder, die für fünf Jahre gewählt werden. Die Zahl der Mitglieder kann sich durch Ausgleichssitze erhöhen. Hinzu kommt der Bürgermeister als stimmberechtigter Gemeinderatsvorsitzender.
Dabei garantiert die Unechte Teilortswahl den Ortsteilen eine festgelegte Anzahl von Sitzen: Aus Unterwittighausen kommen mindestens sieben, aus Oberwittighausen und Vilchband jeweils mindestens zwei Räte, aus Poppenhausen kommt mindestens ein Gemeinderat.
Die Kommunalwahl am 9. Juni 2024 führte zu folgendem Ergebnis: 
| Parteien und Wählergemeinschaften | Parteien und Wählergemeinschaften    | Stimmenanteil 2024 | Sitze 2024 |        | % 2019 | Sitze 2019 |
| FWV                               | Freie Wählervereinigung Wittighausen | 57,8 %             | 8          | 83,3   | 10     |            |
| WfW                               | Wir für Wittighausen                 | 42,2 %             | 5          | 16,7   | 2      |            |
| Gesamt                            | Gesamt                               | 100 %              | 13         | 100    | 12     |            |
| Wahlbeteiligung                   | Wahlbeteiligung                      | 69,8 %             | 69,8 %     | 71,6 % | 71,6 % |            |

### Bürgermeister
Seit dem 1. Februar 2014 ist Marcus Wessels Bürgermeister von Wittighausen. Wessels wurde am 15. Dezember 2013 mit 87,85 % der Stimmen zum neuen Bürgermeister gewählt. Am 18. November 2021 wurde er mit 88,83 % der Stimmen wiedergewählt.
Siehe auch: Liste der Bürgermeister der Gemeinde Wittighausen

### Wappen
Drei Würzburger Fähnlein zeigen die frühere Zugehörigkeit von Ober-, Unterwittighausen und Vilchband zum Hochstift Würzburg. Das Mainzer Rad dokumentiert die ehemalige Angehörigkeit von Poppenhausen zu Kurmainz.

### Verwaltungsgemeinschaft
Die Gemeinde Wittighausen bildet mit der Stadt Grünsfeld zur gemeinsamen Erledigung ihrer Verwaltungsgeschäfte die vereinbarte Verwaltungsgemeinschaft Grünsfeld.

## Wirtschaft und Infrastruktur

### Wasserversorgung
Das in Dittigheim von 2015 bis 2017 errichtete Wasserwerk Taubertal versorgt rund 40.000 Menschen aus drei Städten und drei Gemeinden, sowie Industrie und Gewerbe im mittleren Taubertal mit Trinkwasser. Betreiber ist der Zweckverband Wasserversorgung Mittlere Tauber, dem neben den Gemeinden Wittighausen, Großrinderfeld, und Werbach auch die Städte Tauberbischofsheim, Lauda-Königshofen und Grünsfeld angehören.

### Verkehr
Wittighausen verfügt in Unterwittighausen über einen Haltepunkt an der Frankenbahn (Stuttgart–Würzburg), ebenso in Oberwittighausen. Letzterer trägt allerdings den Namen des bayrischen Nachbardorfs Gaubüttelbrunn. Zwischen Lauda und Würzburg besteht ein ungefährer Zwei-Stunden-Takt mit Regionalbahnen der Westfrankenbahn.
Durch eine Alltagsroute aus dem Radnetz Baden-Württemberg sind Ober- und Unterwittighausen 
- über Grünsfeld mit Lauda-Königshofen und
- Richtung Würzburg verbunden.

### Bildung
Wittighausen verfügt über eine Grundschule und einen römisch-katholischen Kindergarten.

## Kultur und Sehenswürdigkeiten

### Bauwerke und Baudenkmale

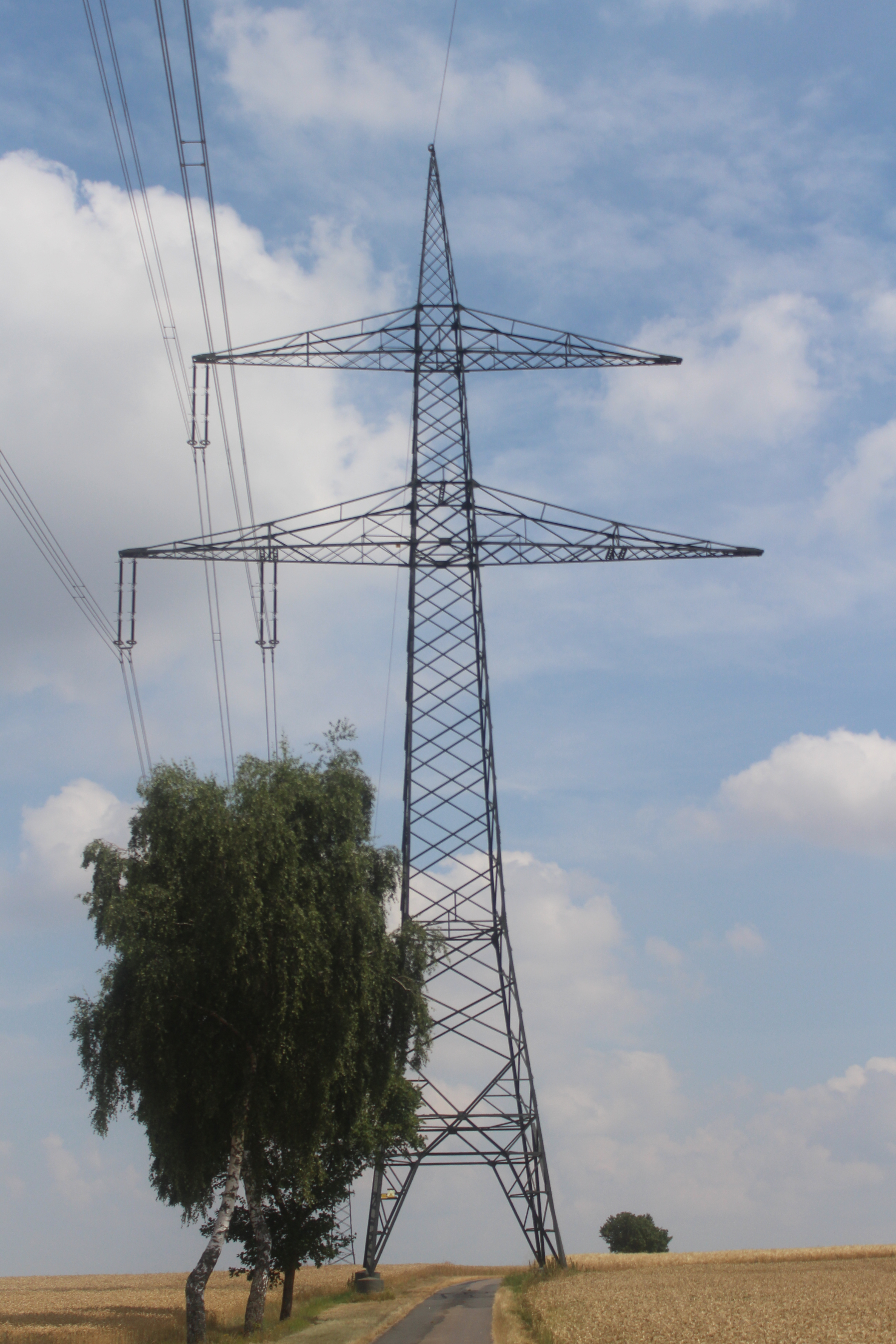
Mast 74 der Anlage 7610, unter dessen Beinen ein asphaltierter Weg hindurch führt

#### Freileitungsmast 74
Ein relativ einmaliges Bauwerk in Wittighausen ist der Freileitungsmast 74 der Hochspannungsleitung Grafenrheinfeld-Höpfingen (Anlage 7610), denn unter seinen Beinen führt ein asphaltierter Weg hindurch. Es gibt in Deutschland nur noch zwei weitere Masten, unter denen Wege hindurch führen, einen bei Leopoldshafen-Eggenstein unter dem ein geschotterter Feldweg verläuft und einen im Nachbarort Grünsfeld, der über einen unbefestigten Feldweg steht und auch Teil der Hochspannungsleitung Grafenrheinfeld-Höpfingen (Anlage 7610) ist.

#### Allerheiligenkirche
Sehenswert ist die nach Plänen von Balthasar Neumann erbaute Barockkirche Allerheiligen im Ortsteil Unterwittighausen.

#### St.-Regiswindis-Kirche
Nach Plänen von Anton Brenner wurde die Kirche St. Regiswindis im Ortsteil Vilchband erbaut.

#### St.-Sigismund-Kapelle
Ebenfalls sehenswert ist die romanische Kapelle St. Sigismund im Ortsteil Oberwittighausen.

#### Weitere Baudenkmale

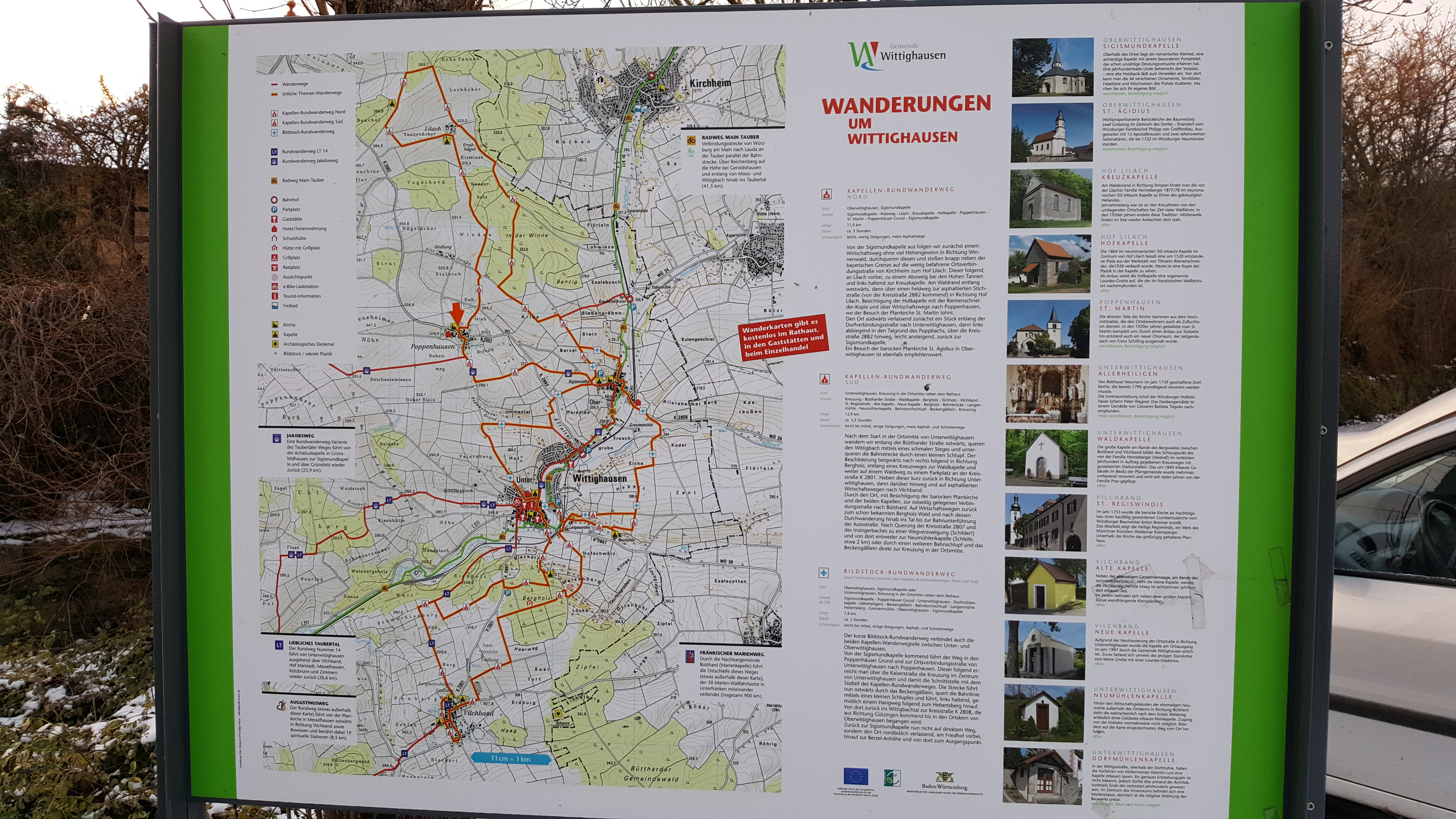
Lagekarte mit Wanderwegen um Wittighausen, die an allen Kirchen und Kapellen der Gemeinde vorbeiführen

Die folgenden weiteren Baudenkmale befinden sich auf dem Gebiet Gemeinde Wittighausen:
- Die Ägidiuskirche im Ortsteil Oberwittighausen.[35]
- Die Dorfmühlenkapelle im Ortsteil Unterwittighausen.
- Die Martinskirche im Ortsteil Poppenhausen.[36]
- Die Neumühlenkapelle im Ortsteil Unterwittighausen.
- Die Waldkapelle im Ortsteil Unterwittighausen.

### Wanderwege
Um Wittighausen sind verschiedene Wanderwege ausgewiesen, die an den Kirchen, Kapellen und mehreren Bildstöcken der Gemeinde vorbeiführen.

## Trivia
Im Jahr 2019 veröffentlichte die Gemeinde den Song Wir sind Wittighausen mit einem dazugehörigen Musikvideo. Hintergrund des Projektes war eine Präsentation anlässlich der Eröffnung der Tauberphilharmonie Weikersheim.